# 大政委任論
大政委任論（たいせいいにんろん）は、江戸幕府が国内支配の正当化のために主張した理論で、将軍は天皇より大政（国政）を委任されてその職任として日本国を統治している、とするものである。

## 内容
江戸時代初期の禁中並公家諸法度（第1条）よりその萌芽は見られるとする橋本政宣の説もあるが、それを理論化したのは14歳で将軍に就いた徳川家斉を補佐する老中・松平定信であったとされている。定信は天明8年（1788年）8月、家斉に対して「御心得之箇条」（『有所不為斎雑録』第三集所収）の中で「六十余州は禁廷より御預り」したものであるから「将軍と被為成天下を御治被遊候は、御職分に御座候」と説き、若い将軍に武家の棟梁としての自覚を促すとともに、将軍は朝廷から預かった日本六十余州を統治することがその職任であり、その職任を果たすことが朝廷に対する最大の崇敬であるとした。
定信は、当時台頭しつつあった尊王論を牽制するために、天皇（朝廷）自身が大政を将軍（幕府）に委任したものであるから、一度委任した以上は天皇といえども将軍の職任である大政には口出しすることは許されないという姿勢を示したものであり、さらに武家も公家も同じ天皇の国家である日本に住む「王臣」であるという論法から、将軍すなわち幕府は武家や庶民に対する処分と同様に公家に対しても処分の権限を持つと唱え、尊号一件に際して公家の処罰を強行した。
なお、以上の松平定信の大政委任論を天照大神を淵源として成立する「国学的委任論」と規定し、それとは別の儒学の天命思想に基づく「儒学的委任論」（柴野栗山など）も存在した、とする論考もある。
もっとも、「大政委任」の考えは定信のような要人や学者の間で唱えられることはあっても、江戸幕府として正式に認めたものではなかった。公式の朝幕関係の場でこの大政委任論が確認されたのは、文久3年（1863年）3月7日に京都御所に参内した将軍・徳川家茂が孝明天皇に対して、直接政務委任の勅命への謝辞を述べた時であったとされている。ただし、孝明天皇は家茂の義兄で、かつ江戸幕府との関係を重視する立場（佐幕主義）であったため、この時点では直ちに影響を与えるものは無かった。

## 影響
しかし裏を返せば、幕府の権限は全て本来は天皇が有していたものであり、幕府はそれを委任されたものに過ぎないという論理も成立してしまい、天皇が幕府の上位に立つものと解する余地を与えることになった。さらに、本来朝廷が担っていた国家統治に対する責任を幕府が全面的に引き受けることを意味することになり、19世紀に入って国内における経済・社会問題や外国船の来航など内外の問題が深刻化すると、幕府がその政治的責任を問われることとなった。
やがて、黒船来航以後に深刻化した国内の混乱を収拾しきれなくなった末、将軍徳川慶喜による大政委任の返上、すなわち大政奉還の宣言によって幕府政治は終焉に向かうこととなった。